# Automedon-Vorfall
Als Automedon-Vorfall wird der Vorfall am 11. November 1940 bezeichnet, als das britische Frachtschiff Automedon durch den deutschen Hilfskreuzer Atlantis angegriffen, gekapert und anschließend versenkt wurde, nachdem wesentliche Anteile der Ladung einschließlich geheimer Dokumente in Besitz genommen worden waren.
Infolgedessen gelangte über die deutsche Botschaft in Tokio auch Japan im Dezember 1940 in den Besitz einer Kopie der aktuellen Chiefs of Staff Appreciation of Far Eastern Strategy, der Lage- und Strategieeinschätzung Fernost der Planungsdivision des britischen Generalstabs. Die in dem Dokument enthaltenen Informationen über die Stärke und Pläne der Britischen Streitkräfte in Fernost im Falle eines Angriffs der Japanischen Streitkräfte waren von großem Nutzen bei der Planung und Durchführung der japanischen Eroberung der rohstoffreichen Kolonien Malaya (inkl. Singapurs), Burma und Niederländisch-Indien während des Zweiten Weltkriegs.

## Transport und Verlust

### FrachtschiffAutomedon
Im August 1940 brachte der britische Generalstab seine Lageeinschätzung Fernost auf den neuesten Stand. Eine Überarbeitung war notwendig geworden, da sich durch die Ereignisse des Zweiten Weltkriegs, insbesondere durch den Fall Frankreichs 1940, die strategische Situation des Britischen Empires massiv geändert hatte. Aufgrund der vielfachen Anforderungen an die British Army und die Royal Navy in der Atlantikschlacht, im Mittelmeer und Nordafrika waren die bisherigen Pläne zur Verteidigung Malayas und Singapurs gegen einen möglichen japanischen Angriff undurchführbar geworden. Eine vollständige Kopie dieses Dokumentes sollte an den britischen Oberbefehlshaber Fernost nach Singapur geschickt werden.

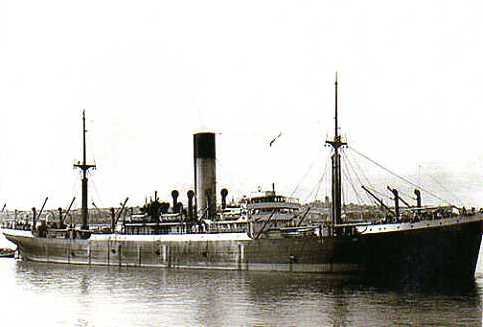
Das Frachtschiff Meriones, ein Schwesterschiff der 1922 gebauten Automedon

Die Automedon war ein Frachtschiff der Blue Funnel Line. Sie verließ Liverpool am 2. September 1940 mit einer Ladung von Maschinenteilen, Lebensmitteln und 120 Postsäcken auf der Route Singapur, Hongkong, Shanghai. Die Ankunft in Singapur wurde Mitte bis Ende November 1940 erwartet. An Bord befand sich auch die Kopie der Far Eastern Strategy Appreciation, separat in einer grünen Tasche. Damit die Tasche nicht im Wasser schwimmen konnte, hatte sie Messingöffnungen, durch die Wasser eindringen sollte. Daher wäre sie rasch untergegangen, falls jemand die Tasche über Bord geworfen hätte.
Warum gerade dieser unsichere Weg zum Versand eines Dokumentes der höchsten Geheimhaltungsstufe gewählt wurde, ist unklar. Ein Transport auf einem Kriegsschiff oder per Flugzeug wäre wesentlich sicherer und schneller gewesen. Einige Spekulationen gehen dahin, dass durch die Wahl eines langsamen Transportmittels verhindert werden sollte, dass die Inhalte auf der im Oktober 1940 in Singapur stattfindenden Verteidigungskonferenz der Britischen Kolonien und Dominions diskutiert werden konnten. Australien und Neuseeland stellten große Truppenkontingente für den Krieg in Afrika, die pessimistische Beurteilung des Generalstabs hätte sie dazu bringen können, eine Rückverlegung von Teilen ihrer Truppen zu fordern. Bis jetzt hatten beide Länder nur Zusammenfassungen erhalten, welche die Lage in etwas besserem Licht zeigten. Gleichzeitig wäre das Dokument aber rechtzeitig für die Stabskonferenz der Britischen und Niederländischen Fernost-Kommandeure vom 26. bis zum 29. November 1940, an der keine Vertreter der Dominions teilnahmen, vor Ort gewesen.
Noch besser wäre es gewesen, das Dokument direkt dem neuen Oberbefehlshaber Fernost Air Chief Marshal Robert Brooke-Popham auszuhändigen. Dieser verließ Großbritannien Mitte Oktober 1940, um am 27. Oktober seinen neuen Posten in Singapur anzutreten. Auf diese Weise hätte sich Brooke-Popham auf seiner zweiwöchigen Reise mit dem Dokument, das er noch nicht kannte, vertraut machen können. Außerdem sollte Brooke-Popham vom 26. bis zum 29. November an der Stabskonferenz der Britischen und Niederländischen Fernost-Kommandeure teilnehmen, das planmäßige Einlaufen der Automedon hätte ihm erheblich weniger Zeit zur Durchsicht gelassen.

### HilfskreuzerAtlantis

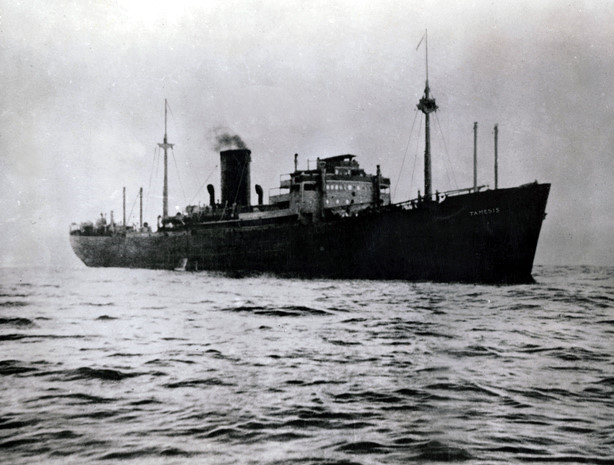
Der Hilfskreuzer Atlantis

Am Morgen des 11. November 1940 stieß die Automedon 250 Seemeilen westlich von Sumatra auf ein unbekanntes Schiff, das sich schließlich als deutscher Hilfskreuzer Atlantis zu erkennen gab. Die Automedon versuchte zu fliehen, wurde jedoch durch mehrere Treffer der Atlantis gestoppt. Dem Funker gelang es noch, ein „RRR Automedon“ abzusetzen („Von Automedon: Werde von feindlichem Kriegsschiff angegriffen“). Jedoch fiel die Funkanlage durch Trefferwirkung aus, bevor er eine vollständige Positionsangabe senden konnte.
Beim Angriff wurden sechs Besatzungsmitglieder getötet, zwölf weitere verletzt. Das Chaos auf der zerstörten Brücke hinderte die Besatzung der Automedon an der Vernichtung irgendwelcher Geheimdokumente. Dem deutschen Enterkommando fielen neben der Lageeinschätzung auch 15 Säcke mit geheimer Post sowie die aktuellen Code-Tabellen der britischen Handelsflotte in die Hände – Quellen zufolge erst, als sie auf Bitten einer Passagierin nach deren Gepäck mit einem wertvollen Teeservice suchten. Die grüne Tasche fiel durch die Messingöffnungen sofort auf und wurde zum Kommandanten der Atlantis, Kapitän zur See Bernhard Rogge gebracht. Die schwer beschädigte Automedon wurde dann durch Sprengladungen versenkt.
Nachdem Rogge das Dokument durchgesehen und seine Bedeutung erkannt hatte, schickte er es an Bord des am Vortage gekaperten norwegischen Tankers Ole Jacob zur deutschen Botschaft nach Japan, wo es am 4. Dezember 1940 eintraf. Von dort wurde eine Zusammenfassung nach Berlin gefunkt, das Dokument selbst per Kurier durch die noch neutrale UdSSR nach Berlin geschickt, wo am 12. Dezember eine Kopie an den japanischen Militärattaché übergeben wurde. Dieser schickte die Kopie seinerseits über Kurier nach Tokio.
Rogges eigentliche Absicht, den Japanern mit den angebotenen Dokumenten ein Tauschgeschäft schmackhaft zu machen, erfüllte sich ebenfalls: Der Flugzeugtreibstoff an Bord der Ole Jacob wurde bei einem geheimen Treffen bei den Marianen gegen den von der Atlantis benötigten Dieseltreibstoff getauscht.

## Auswirkungen
Zuerst zweifelten die Japaner die Echtheit des Dokumentes an, da die Art, wie die Deutschen es bekommen hatten, zu unwahrscheinlich schien. Sie zogen die Möglichkeit in Betracht, dass es sich um eine deutsche Fälschung handelte mit dem Ziel, Japan zum Kriegseintritt auf deutscher Seite zu bewegen. Nachdem jedoch das Verhalten der Briten in Fernost den Inhalten entsprach, änderten sie ihre Meinung und sahen die Informationen als authentisch an. Dies ermöglichte ihnen ein aggressiveres Vorgehen in Südostasien, ohne einen Krieg mit Großbritannien befürchten zu müssen, da sie wussten, wie weit sie gefahrlos gehen konnten. Die vor allem durch den Einmarsch in Indochina gewonnenen Stützpunkte erleichterten beim Kriegseintritt Japans die Eroberung Malayas und Singapurs erheblich. Die detaillierten Informationen über die britischen Streitkräfte offenbarten einen umfassenden Überblick über die britischen Fähigkeiten in Südostasien, die weit geringer waren, als Japan vermutet hatte. Nach Aussage des japanischen Admirals Nobutake Kondo hätte man eine derart massive Schwächung des Britischen Empires allein durch Beobachtung von außen nie erkannt. Die so gewonnenen Informationen dürften auch bei der Entscheidung Japans zum Kriegseintritt eine wichtige Rolle gespielt haben.
Kapitän Rogge wurde vom japanischen Kaiser Hirohito als Auszeichnung ein Samuraischwert verliehen. Außer ihm erhielten diese Auszeichnung nur noch zwei andere Ausländer, nämlich Göring und Rommel.
Auf britischer Seite wurden keine nennenswerten Maßnahmen getroffen, nachdem man vom Schicksal der Automedon erfuhr. Man ging anscheinend davon aus, dass die Tasche über Bord geworfen und die Kopie der Far Eastern Strategy Appreciation damit vernichtet worden war.

## Inhalt der Lageeinschätzung
Die Kerninhalte der Far Eastern Strategy Appreciation, wie sie vom deutschen Militärattaché am 4. Dezember nach Deutschland gesendet wurden:
1. Nach britischer Einschätzung ist eine Flotte mit mindestens acht Schlachtschiffen nötig, um Japan im Kriegsfall zu stoppen. Großbritannien kann zurzeit (1940) keine Flotte dieser Größe nach Fernost schicken.
2. Japan ist bestrebt, die Kontrolle über Singapur zu erlangen.
3. Es ist unwahrscheinlich, dass Japan einen Bruch mit Großbritannien oder den USA riskiert, solange die Situation in Europa unklar ist.
4. Großbritannien muss einen offenen Zusammenstoß mit Japan vermeiden und Zeit gewinnen.
5. Solange keine starke Flotte verfügbar ist, können die britischen Interessen nicht ausreichend geschützt werden. Die vorhandenen Flotteneinheiten sollten sich zu einer Basis zurückziehen, von der sie später zum Gegenangriff übergehen können, z. B. Trincomalee.
6. Japan könnte auf vier verschiedene Weisen vorstoßen:
  - direkter Angriff
  - Einmarsch in Indochina oder Siam
  - Angriff auf Niederländisch-Indien
  - Angriff auf die Philippinen
7. Der erste Schritt Japans wäre der Einmarsch in Indochina oder Siam, dann käme Niederländisch-Indien, bevor Singapur angegriffen wird.
8. In der gegenwärtigen Situation wird Großbritannien bei einem japanischen Einmarsch in Indochina Japan nicht den Krieg erklären.
9. Greift Japan Niederländisch-Indien an und die Niederländer wehren sich nicht, wird Großbritannien Japan nicht den Krieg erklären. Leisten die Niederländer jedoch Widerstand, wird Großbritannien vollständigen militärischen Beistand leisten.
10. Hongkong hat keine nennenswerte Bedeutung und kann ohne die Unterstützung einer starken Flotte nicht erfolgreich verteidigt werden. Im Kriegsfall soll es jedoch so lange wie möglich gehalten werden.
11. Strategie im Kriegsfall:
  - Es ist nicht möglich, Japan daran zu hindern, Zugang zum Indischen Ozean zu erhalten.
  - Es ist nicht möglich, die Seeverbindungen nach Nordmalaysia aufrechtzuerhalten.
  - Es wird gehofft, dass die Seeverbindung zwischen Sues und Australien aufrechterhalten werden kann.
  - Abgesehen von vereinzelten Flottenvorstößen ist ein japanischer Angriff auf Australien unwahrscheinlich, solange Singapur nicht genommen ist.
  - Vermutlich wird Japan versuchen, Suva und Fidschi zu erobern, um dort eine Basis zu errichten.
  - Es ist notwendig, ganz Malaysia und nicht nur Singapur zu verteidigen.
  - Die Niederländer sind vermutlich bereit, einen gemeinsamen Verteidigungsplan für Niederländisch-Indien auszuarbeiten. Angesichts der begrenzten britischen Streitkräfte in der Region ist es unwahrscheinlich, dass sie ihrerseits bei einem Angriff auf britisches Territorium militärischen Beistand leisten werden.
  - Solange keine schlagkräftige Flotte zur Verfügung steht, muss die Luftwaffe deren Aufgaben zur See übernehmen. Aber auch hier sind nur begrenzte Mittel verfügbar. Daher werden starke Armeekräfte in Malaysia benötigt. Truppenverstärkungen dorthin haben oberste Priorität.
  - Borneo kann nicht verteidigt werden. Zum Schutz der Schifffahrt im Indischen Ozean stehen nur wenige Flugzeuge zur Verfügung.
  - Da die britische Flotte nicht gleichzeitig gegen Deutschland, Italien und Japan kämpfen kann, besteht die einzige Hoffnung, eine Flotte für Fernost zusammenzustellen, in einem schnellen und vernichtenden Schlag gegen die italienische Flotte im Mittelmeer.
12. Britische Ziele und Maßnahmen für Fernost:
  - Verlegung einer Commonwealth-Division nach Malaysia.
  - Verlegung von zwei Geschwadern Jagd- und zwei Geschwadern Langstreckenflugzeuge nach Fernost bis Ende 1940.
  - Beschleunigung des Marinebauprogrammes.
  - Abzug der Garnisonen aus Nordchina und größtenteils aus Hongkong.
  - Neuseeland muss eine Brigade nach Fidschi schicken.
  - Aufnahme von Stabsgesprächen mit den Niederländern, sobald sich die Situation in Malaysia verbessert hat.
13. Detaillierte Information über britische Land-, See- und Luftstreitkräfte in Fernost.